# World Skate Rink Hockey Tecnichal Commission
Il World Skate Rink Hockey Technical Commission è il comitato che organizza e coordina a livello mondiale l'attività agonistica dell'hockey su pista.
È parte integrante di World Skate. 

## Campionati mondiali organizzati
- Campionato del mondo di hockey su pista
- Campionato del mondo under-20 di hockey su pista
- Campionato del Mondo di hockey su pista femminile
- Coppa del Mondo per club